# Jiří Paďour
Jiří Paďour (ur. 4 kwietnia 1943 w Vraclavi, powiat Ústí nad Orlicí, zm. 11 grudnia 2015 w Prachaticach) – biskup pomocniczy archidiecezji praskiej w latach 1996–2001, biskup diecezji czeskobudziejowickiej w latach 2002–2014.

## Życiorys
W 1975 otrzymał święcenia kapłańskie. W latach 1975–1977 był wikarym w Mariánskich Lázníach i dwóch okolicznych parafiach. W lipcu 1977 stracił zgodę na wykonywanie funkcji kapłańskich (státní souhlas). 4 października 1978 tajnie wstąpił do zakonu kapucynów. W latach 1978–1979 był nieoficjalnym sekretarzem kardynała Františka Tomáška. Po odmowie współpracy ze Służbą Bezpieczeństwa musiał opuścić sekretariat. Wieczyste śluby zakonne złożył tajnie 10 grudnia 1983. W dniu 9 kwietnia 1991 został wybrany prowincjałem kapucynów. Ponowna elekcja na to stanowisko nastąpiła 19 września 1994.
3 grudnia 1996 został biskupem pomocniczym archidiecezji praskiej. Święcenia biskupie przyjął 11 stycznia 1997 w Pradze. Czeska Konferencja Biskupów powierzyła mu sprawy młodzieży i osób konsekrowanych.
23 lutego 2001 został koadiutorem diecezji czeskobudziejowickiej. Rządy w diecezji przejął 25 września 2002.
1 marca 2014 papież Franciszek przyjął jego rezygnację z pełnionego urzędu.